# Darío II
Darío II (en persa: داریوش‎ Dāriyūsch, en persa antiguo:  Dārayavahusch, Dārayavausch, en griego antiguo: Δαρειος), llamado originalmente Oco y a menudo con el apodo de Noto (posiblemente del latín nothus, «viento austral», o noto, "nódulo", «tumor», en el sentido de «advenedizo», «bastardo»), fue rey de Persia de 423 a 404 a. C.
Artajerjes I, murió poco después del 24 de diciembre de 424 a. C., sucediéndole su hijo Jerjes II. Después de un mes y medio Jerjes fue asesinado por su hermano Sogdiano. Su hermano ilegítimo, Oco, sátrapa de Hircania, se rebeló contra Sogdiano con el apoyo del eunuco Artoxares, Arbario, el comandante de la caballería, y Arsames, sátrapa de Egipto. Tras una breve lucha, Oco mató a Sogdiano, y más tarde zanjó la tentativa de traición de su propio hermano Arsites para imitar su ejemplo.
Oco adoptó el nombre de Darío. Solo en textos más tardíos (del historiador Pausanias) recibe el epíteto de Noto («el viento del Sur» o «el advenedizo»; «el bastardo»). Ni Jerjes II ni Sogdiano están registrados en las numerosas tablillas babilonias de Nippur, en estas el reinado de Darío II sigue inmediatamente después al de Artajerjes I.
Del reinado de Darío sabemos muy poco, solo que él era bastante dependiente en su esposa Parisátide. En los primeros años de su reinado, tuvo que hacer frente a la rebelión del sátrapa Pisutnes y a las conspiraciones del eunuco Artoxares. Una rebelión de los medos en 409 a. C. es mencionada por Jenofonte. En los textos de Ctesias se registran algunas intrigas del harén, en los que ganó parte de su mala reputación.
No se entrometió en asuntos griegos, ni cuando los atenienses apoyaron en 413 a. C. al rebelde Amorges en Caria le provocó, ni cuando el poder ateniense fue roto en el mismo año ante Siracusa.
Dio las órdenes a sus sátrapas de Asia Menor, Tisafernes y Farnabazo II, para retrasar el envío de tributos de los pueblos griegos, y así empezar una guerra con Atenas, para este propósito se aliaron con Esparta. En 408 a. C. mandó a su hijo Ciro el Joven al Asia Menor, para continuar la guerra con más ardor. En 404 a. C. Darío II muere, después de un reinado de diecinueve años, sucediéndole Artajerjes II.

## Titulatura
| Titulatura | Jeroglífico | Transliteración (transcripción) - traducción - (referencias) |

| N16 · E23 | G43 | M8 |

| N16 · E23 | G43 | M8 |

| N16 · E23 | G43 | M8 |

| N16 · E23 | G43 | M8 |

| N16 · E23 | G43 | M8 |

| N16 · E23 | G43 | M8 |

| N16 · E23 | G43 | M8 |

| N16 · E23 | G43 | M8 |

| N16 · E23 | G43 | M8 |

| N16 · E23 | G43 | M8 |

| N16 · E23 | G43 | M8 |

| N16 · E23 | G43 | M8 |

| N16 · E23 | G43 | M8 |

| N16 · E23 | G43 | M8 |

| N16 · E23 | G43 | M8 |

| N16 · E23 | G43 | M8 |

| Predecesor: Sogdiano de Persia | Gran Rey (Shah) de Persia 423 a. C. – 404 a. C.             | Sucesor: Artajerjes II Mnemón |
| Predecesor: Sogdiano de Persia | Faraón de la Dinastía XXVII de Egipto 423 a. C. – 404 a. C. | Sucesor: Artajerjes II Mnemón |

- Datos: Q202236
- Multimedia: Darius II / Q202236